# Zamek w Torczynie
Zamek w Torczynie – zamek wybudowany około  1540 r. przez Jerzego Falczewskiego, biskupa łuckiego kościoła rzymskokatolickiego.

## Historia
Zamek został zbudowany przez biskupa łuckiego Jerzego Falczewskiego we wsi Torczyn. W związku z tym Zygmunt I Stary w przywileju z 1540 r. nadał miejscowości prawa magdeburskie. Biskup zobowiązany został do utrzymywania jednej horodni zamku łuckiego, która według rewizji z 1545 r. była zła i wymagała naprawy.
W  1601 roku Tatarzy krymscy przez trzy tygodnie bezskutecznie oblegali zamek. Podobnie było w 1687 roku, kiedy wycieczka obrońców miasta goniła uchodzących Tatarów jeszcze przez kilka mil.
Swego czasu zamek był letnią rezydencją łuckich biskupów rzymskokatolickich, z których zmarli tutaj: Aleksander Benedykt Wyhowski w 1714 r., Stefan Bogusław Rupniewski w 1731 r. Biskupi zostali pochowani w Łucku.
Do dziś po zamku pozostała tylko nazwa uroczyska „Zamczysko”, w południowej części miejscowości, niedaleko cegielni.